# غفر
غفر (به عربی: الغفر) یک روستا در سوریه است که در ناحیه ارمناز واقع شده‌است. غفر ۲٬۰۹۰ نفر جمعیت دارد.